# Царицино (палацово-парковий ансамбль)
Цари́цино (рос. Царицыно) — палацово-парковий ансамбль в межах сучасного міста Москва в районі Орєхово-Борисово. На території ансамблю розташований музей-заповідник, повна назва якого — «Державний історико-архітектурний, художній і ландшафтний музей-заповідник „Царицино“».

## Середньовіччя
Місцевість заселена давно. Під час археологічного дослідження ділянки знайдені кургани племені в'ятичів 11 — 13 ст. В 14 −16 століттях — це форпости середньовічної Москви. Місцевість отримала назву — Чорна Грязь.
Наприкінці 16 ст. цар Борис Годунов наказав створити на місцевій річці низку ставків, а неподалік заснував село Борисово. За припущеннями, тут був або мисливський двір Годунова, або садибка цариці Ірини Годунової. Всі споруди садибки були знищені під час польської навали і захоплення Москви у 1612 р. Але землі вже традиційно вважалися царським майном.
В 1633 р. Чорногрязьку пустку, розташовану неподалік від царського села Коломенського, цар продав окольничому Стрешнєву Лук'яну Степановичу за сімдесят три рублі. У 1683 р. черговий Стрешнєв передав садибку у володіння рідному онукові — князю Голіцину, сину Василя Голіцина, фаворита царівни Соф'ї (рідної сестри майбутнього царя Петра І). Коли цар Петро перебрав владу на себе, царівну Соф'ю запроторили у монастир, Голіцина відправили у заслання, а садибку конфіскували у казну.
Зберігся опис майна садибки, створений у 1689 р., боярські хороми були дерев'яними, (російською) «стены обиты полотнами и писаны травы живописные да на тех же полотнах образа святых… подволока (потолки) обита кожами немецкими золочеными, двое дверей обиты красным сукном на железных крюках… Окна столярные, в них пять окончин слюдяных кубоватых с кругами… Печь ценинная (т.е. с изразцами) круглая». Поруч — двори для коней, волів і млин, поварня «еловая о трёх шатрах». Навкруги боярських хором — галереї. Все разом і створювало хоромний комплекс.

## XVIII сторіччя

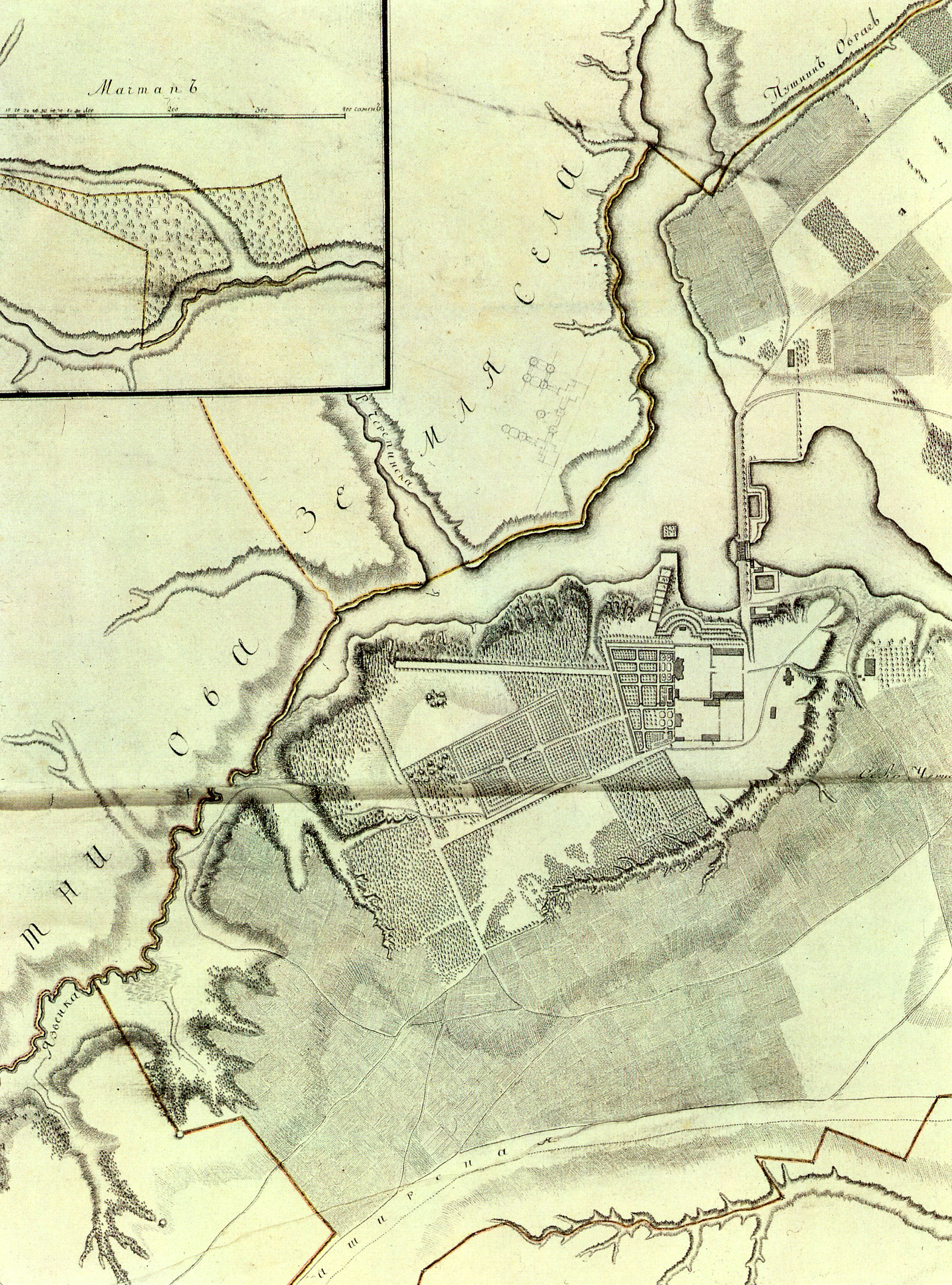
План садиби Кантемірів перед продажем імператриці Катерині ІІ.

В 1713 р. садиба здобула нового власника з оточення царя Петра. Ним був молдавський господар Кантемір Дмитро Костянтинович, що оселився в Московії, перейшовши під оруду царя. Дерев'яну садибну церкву часів Голіциних перебудували в камені в стилі раннього російського бароко. Вона збереглася, це найстаріша споруда сучасного ансамблю. Кантемір приймав в садибі вельмож і іноземців. Черговий опис садиби залишив Берхгольц, що бував у Москві і Петербурзі.
Земельну ділянку на узвишші обмежували долина річки Городенки, ставки і глибокі рівчаки. Садиба мала примітивне регулярне розпланування. Хороми господаря і два бічні флігелі створювали парадний двір. Поряд — господарчий двір, стайні. За ними невеличкий геометричний сад з партерами. Ділянка давнього гаю прорізана трьома алеями, частка території відведена під плодовий сад. Берег ставка прикрасили штучна горка-піраміда та заокруглені земляні тераси.

## Нове придбання Катерини ІІ
Імператриця довгий час не мала в Москві постійної резиденції. Під час її візитів зупинялася в Кремлі чи в орендованих приватних палацах. У 1775 р. вона навідалась в царську вотчину Коломенське і завітала до Кантемірів. Місцевість на узвишші в оточенні ставків сподобалась. Для неї і вельможної світи швидко створили тимчасові дерев'яні приміщення за проєктом архітектора Петра Плюскова. За перемовами садиба Кантемірів стала новим придбанням Катерини ІІ, де вона вирішила створити резиденцію. Але проєкт постійної кам'яної резиденції — доручила ефектнішому майстру.

## Первісний проєкт Баженова

Панорама садиби Царицино, первісний проєкт Баженова

Замову отримав московський архітектор Баженов, що пройшов стажування в Парижі. Він не створив вдалої кар'єри в Петербурзі через опір пихатих вельмож, набалуваних майстрами-іноземцями, і перебрався в Москву. Саме він створив проєкт тимчасових споруд на Ходинському полі у фантазійних формах псевдоготики та французького класицизму під час святкування імператрицею чергової мирної угоди. Химеричні споруди і їх стиль сподобались. І імператриця наказала Баженову створити проєкт резиденції з дотриманням стилю фантазійної псевдоготики.
Баженов дослідив ділянку і органічно поєднав в проєкті усі «цікавинки» садиби Кантемірів. Розпланування вже не мало жорсткої симетрії барокових садиб, а головна вісь майбутнього ансамблю збігалася з бічною алеєю кантемірівського розпланування. Це давало можливість поступового розкриття споруд комплексу, оточених ставками, гаями, балками, через які перекидали нові мости. Ансамбль мав два однакові палацики для імператриці та її сина Павла, Хлібний будинок для комор з харчами, кухонь та житлами для слуг, парковими павільйонами для перебування вельможних кавалерів і дам, Оперний будинок, будиночок управителя садибою, велетенські стайні для царських коней і житла конюхів, вежу з оглядовим майданчиком на верхівці. Аби добре уявити ансамбль майбутніх споруд, архітектор створив малюнок-панораму, що відкривалась з боку ставків.

## Довгобуд
Імператриця відбула в Петербург, а з головним архітектором налагодили постійне листування. Кожний проєкт, кожна зміна в будівництві проходила експертизу у імператриці. Після узгодження та внеску змін листи відсилали в Москву. Складна політична гра, яку роками вела імператриця, підготовки до воєн, неспокій в самій імперії — ніщо не сприяло спокійному будівництву чи його стабільному матеріальному забезпеченню.
- 1773–1775 — селянське повстання під проводом Ємельяна Пугачова.
- 1775 — наказ імператриці зруйнувати Запорізьку Січ, виконали війська під проводом Петра Текелі.
- 1777 — повінь в Петербурзі і жахи перед заворушеннями в столиці.
- 1777 — її покинув фаворит Григорій Орлов, його скандальне одруження з двоюрідною сестрою … Православна церква не визнає шлюб законним, але імператриця, що твердо вирішила розлучитися з фаворитом, визнає шлюб. Орлов з дружиною відбувають за кордон.
- 1778 — Військові і політичні утиски кримського хана. Суворов призначений командувати військами в районах річки Дніпро та поблизу Криму.
- 1783 — смерть Григорія Орлова. Смерть фаворита Ланського. Спроби Катерини налагодити відносини з новими фаворитами, але опорою став лише Потьомкін.

Імператриці постійно потрібні гроші. Почалося скорочення сум, що відправляють у Москву. Будівництво в Царицині стало довгобудом. Заплановані три роки на побудову Царицина розтяглися на термін втричі довший.

## Відставка Баженова

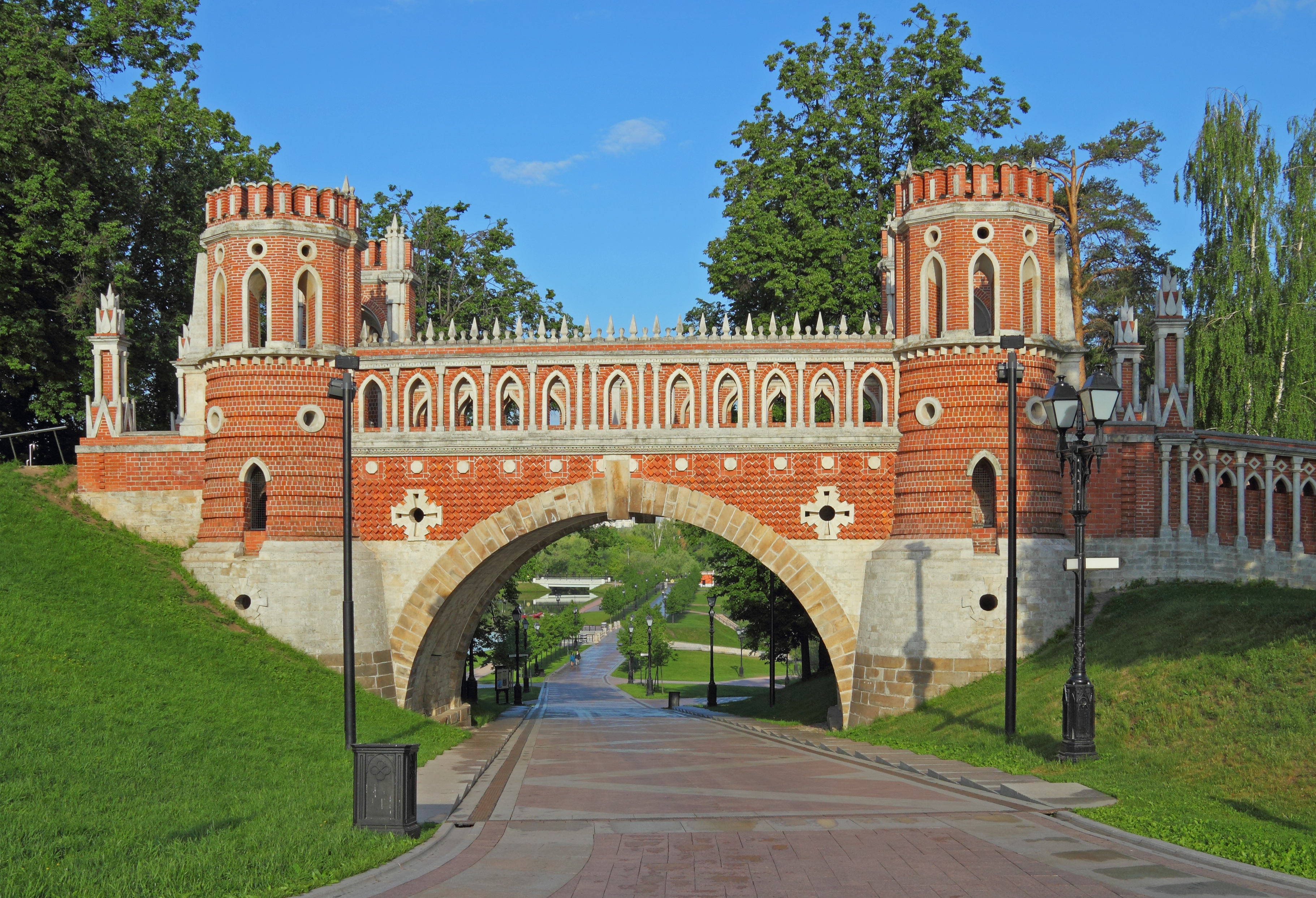
Фігурний міст

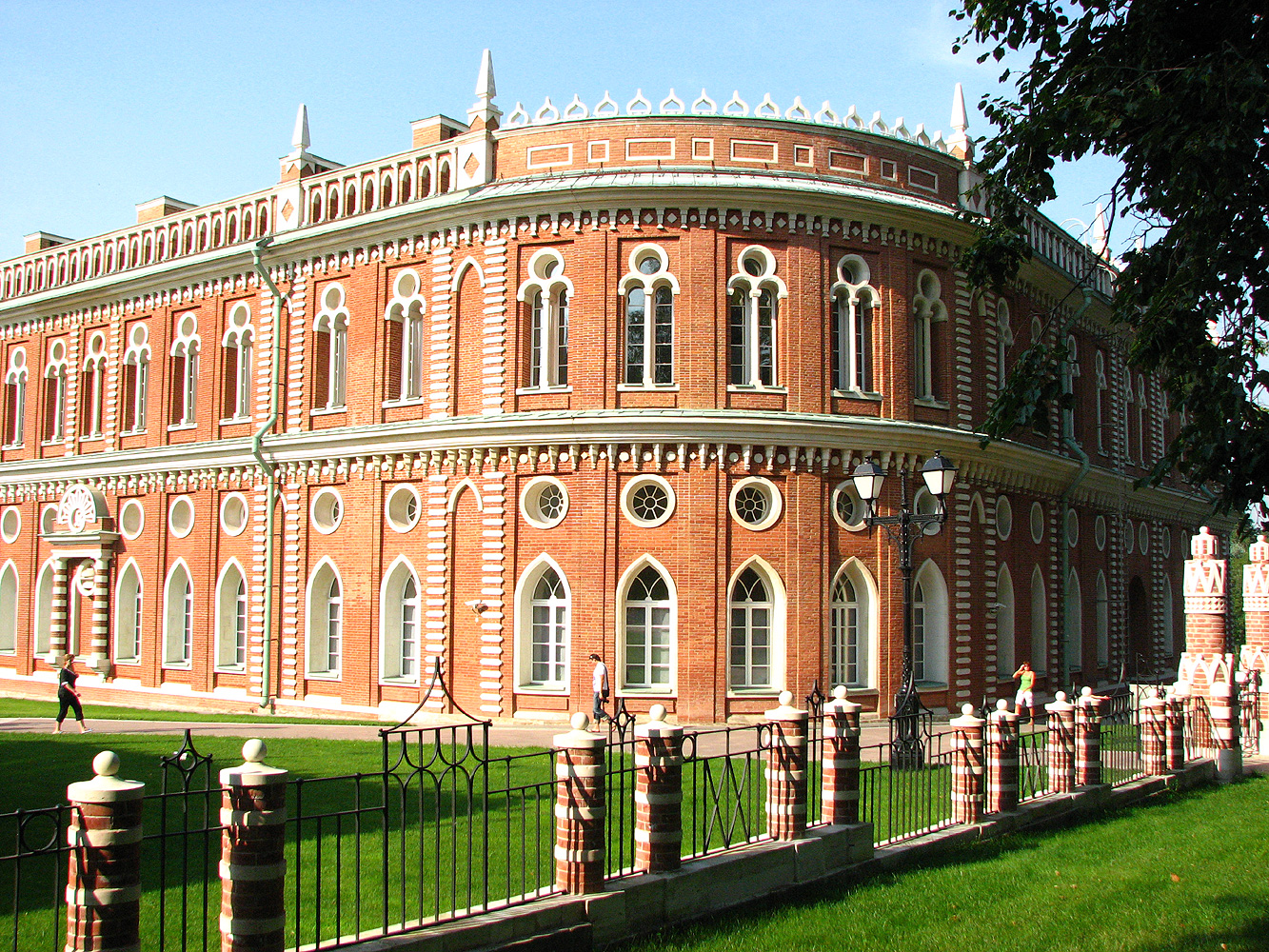
Хлібний будинок (кухонний корпус)

Період керування будівництвом в Царицино у Баженова уклався у 10 років (1775—1785). За цей час побудовано — * два однакові палацики для імператриці та її сина Павла
- Хлібний будинок
- наскрізна декоративна галерея між Хлібним будинком та палаціком для Павла
- два фігурні мости через рівчаки
- Оперний будинок
- низка паркових павільйонів і брама у парк (без стаєнь для коней, без вежі з оглядовим майданчиком та ін.)

Лише Великий кавалерський палац мав парадні приміщення для палацових свят. Два однакові палацики для імператриці та її сина Павла невеликі і не призначені для парадних прийомів чи аудієнцій, що порушувало палацовий етикет. Вони не мають низки залів за однією віссю (анфілада, звична для імператриці), а сходи малі і тісні. Оперний будинок був замалим для пишних вистав, а службовий за призначенням Хлібний будинок був величнішим, ніж палаци для царських осіб.
Все це у 1785 р. і побачила імператриця, що прибула з інспекційним візитом в Царицино. Фантазійні споруди з червоної цегли і білими деталями були чудовою театральною декорацією в камені — зовсім не пристосованими для пишного палацового побуту. Катерина передивилася ансамбль і визнала його непристосованим для життя, невдалим і наказала -
- відсторонити архітектора Баженова від робіт
- зламати невдалі два палацики і замінити їх одним — тільки для себе, відповідний для імператорської резиденції
- зруйнувати Великий лише за назвою кавалерський палац і обидва малих заради вивільнення площі під новий величний палац для себе
- замову на новий палац отримав московський архітектор Матвій Казаков, що мав авторитет в Москві і досвід в будівництві приватних палаців для вельмож.

## Додатки і припинення будівництва

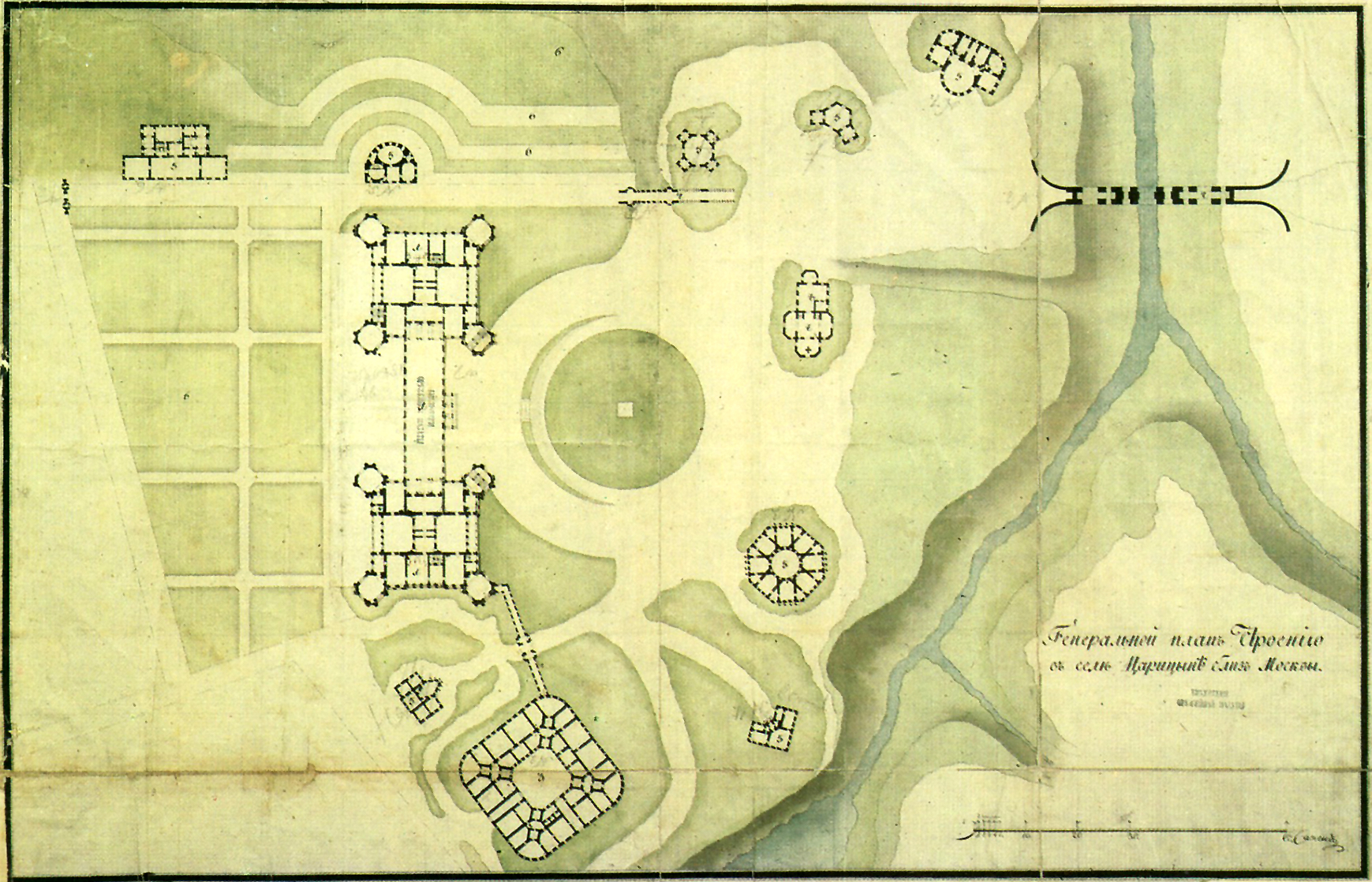
План садиби Царицино з палацом, створеним Казаковим, 1786 рік

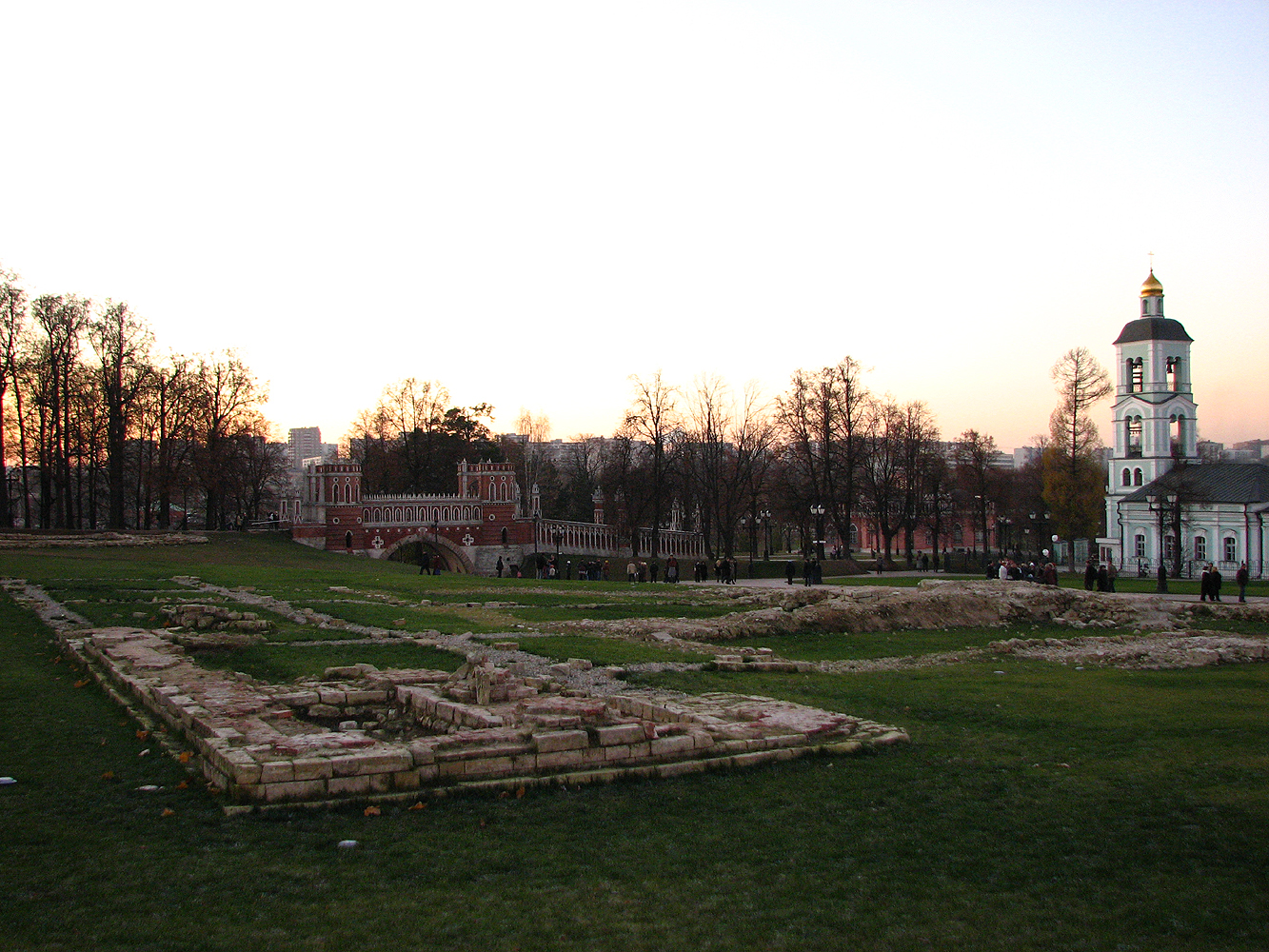
Залишки фундаментів кавалерського палацу, стан на 2008 р.

Прорахунки в будівництві слід розділити між головним архітектором та самою імператрицею, адже кожна деталь і кожний проєкт були розглянуті і затверджені Катериною. В будівництві використаний той же самодержавний, одноосібний засіб керування, що й в управлінні імперією. Але за прорахунки в проєктуванні і будівництві спитали лише з Баженова, бо з імператриці спитати було нікому.
Казаков створив новий проєкт палацу для імператриці, після руйнації попередніх споруд — вписав його в уже створений ансамбль, наблизив стиль фасадів палацу до стилістики Баженова при більшій монументальності споруди. На місті зруйнованого кавалерського палацу був створений парадний двір. (Фундаменти палацу знайдені під час розкопок в 20 ст. і законсервовані.)
Скорочення коштів на будівництво було і в період головування Казакова. У 1796 р. імператриця померла і будівництво в Царицино покинули на десятиліття.
Палац і ансамбль так і залишились недобудованими.
Споруди ніяк не використовувались і потроху руйнувалися. Лише в добу пізнього класицизму в пейзажному парку створили нові павільйони — «Церера»(або «Золотий сноп»), «Міловіда» та «Руїна», відмінних за архітектурою від стилістики Баженова. Пейзажний парк палацового відомства став місцем гулянь, бешкетувань і свят на природі. Розпочалися пошкодження в парку і руйнації споруд. З них поздирали дахи, а частка стін всередині павільйонів була знищена. Складне первісне розпланування, яким так відрізнялися споруди Баженова, тепер можна було побачити тільки на його проєктах або копіях креслень архітектора. Померлі рослини парку, де переважили берези, замінили на липи, дуби, згодом додали модрини і гостролисті клени, що змінило його первісний характер.
Ще у 1807 р. садівник К. Унгебауер докладав голові палацового відомства в Москві, що сад Кантеміра засихає, великі дерева поряд з руїнами затуляють краєвиди і частку їх треба вирубати, як то належить англійським паркам. Вирубки дозволили, перед палацом архітектора Казакова утворили нову галявину площею у чотири гектари. В парку вирубали дерева задля створення п'яти нових стежок, що сходилися до острівця з аркою-руїною. В 1825 р. в парку стояло вісім царських кам'яних оранжерей (апельсинова, персикова, виноградна, лимонова, ананасова тощо), де також вирощували лавр, мирт, оливи, олеандри і квіти. Біля апельсинової оранжереї робили виставки тропічних дерев та квітів.
У 1860 р. палацовий департамент в Москві сповістив про продаж цегляних споруд Царицина і розбірку тих на будматеріали. У 1882 р. здерли залізні дахи навіть з палацу архітектора Казакова, в приміщеннях демонтували печі з кахлями. Парк здичавів, але поруйновані споруди дійшли до 1917 р.

## Совєцька доба

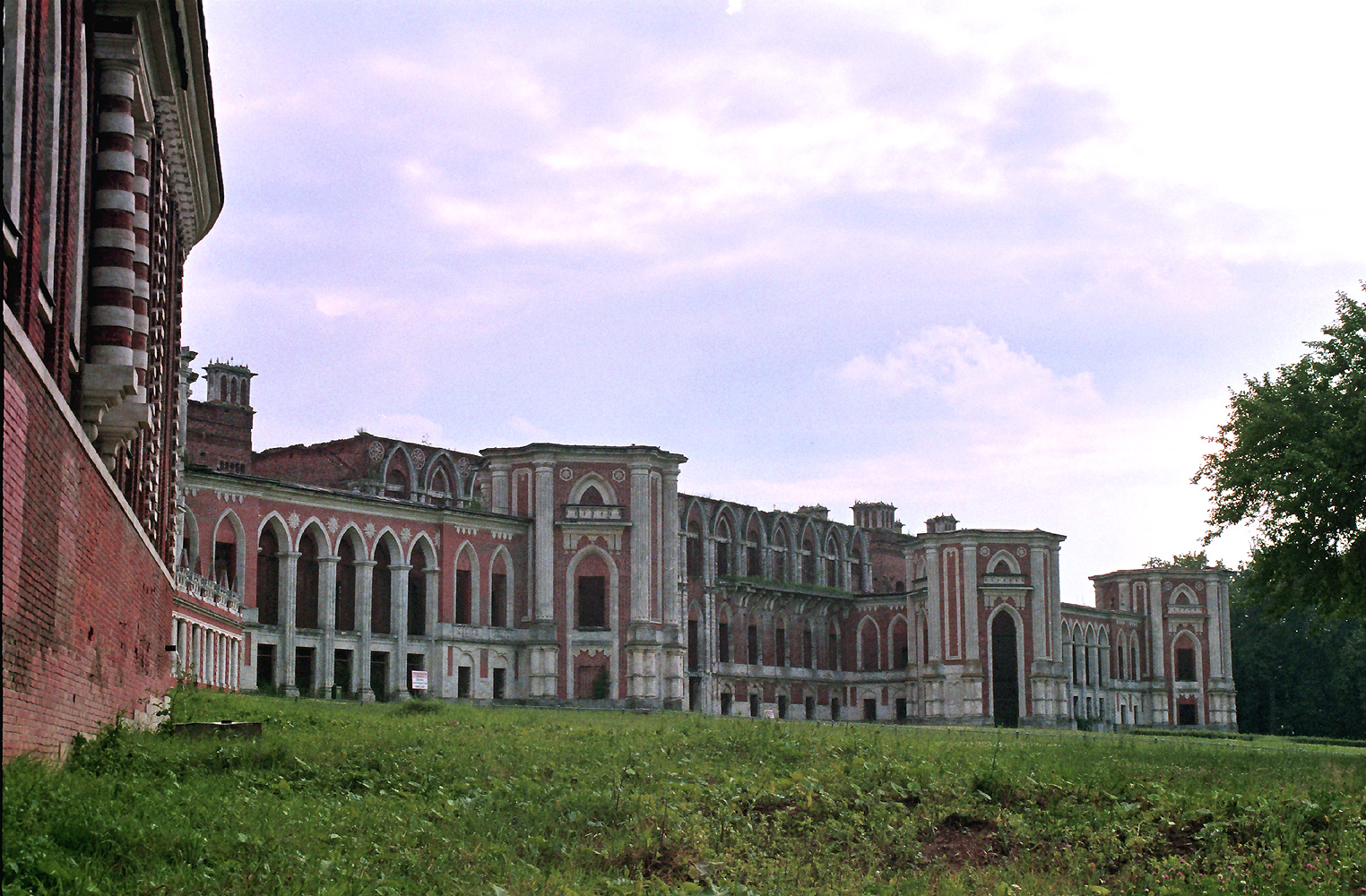
Палац до реставрації

Хамське відношення до виразного архітектурного ансамблю з назвою, що не віталася, мало змінилося за часи існування СРСР.
- 1926 — ансамбль віддано у ведення Головнауки.
- Великий за розмірами Хлібний будинок відведено під комунальне житло, яке було житловим приміщенням майже 60 років.
- 1936 — проєкт використання споруд Царицина для заміського радянського ресторану (не здійснено)
- У 1939 садибна церква відібрана у релігійної громади, храм зачинено, начиння — пограбоване, лише частку отримав музей. Згодом приміщення церкви використано під трансформаторну станцію.
- 1944 — проєкт пристосування Царицина під заміську дипломатичну віллу (не здійснено)
- 1948 — проєкт пристосування споруд і парку під черговий соціалістичний будинок відпочинку (не здійснено)

- … — проєкт пристосування споруд під завод шампанських він (не здійснено)
- … — проєкт пристосування споруд під майстерні Художнього інституту ім. Сурікова (не здійснено).

Головне. Спорудам дають усі можливості для руйнації негодою, часом і дикунами-відпочиваючими майже 65 років.

## Музейний заклад
Музейний заклад створено у 1982 р., що надало спорудам і парку шанс якщо не на відновлення, то хоча б на нагляд і консервацію. Частку робіт виконали реставратори з соціалістичної тоді Польщі. СРСР стрімко покотився до політико-економічної кризи і свого розпаду. До Царицина мали відношення лише музейні працівники з обмеженими можливостями.

## Відновлення

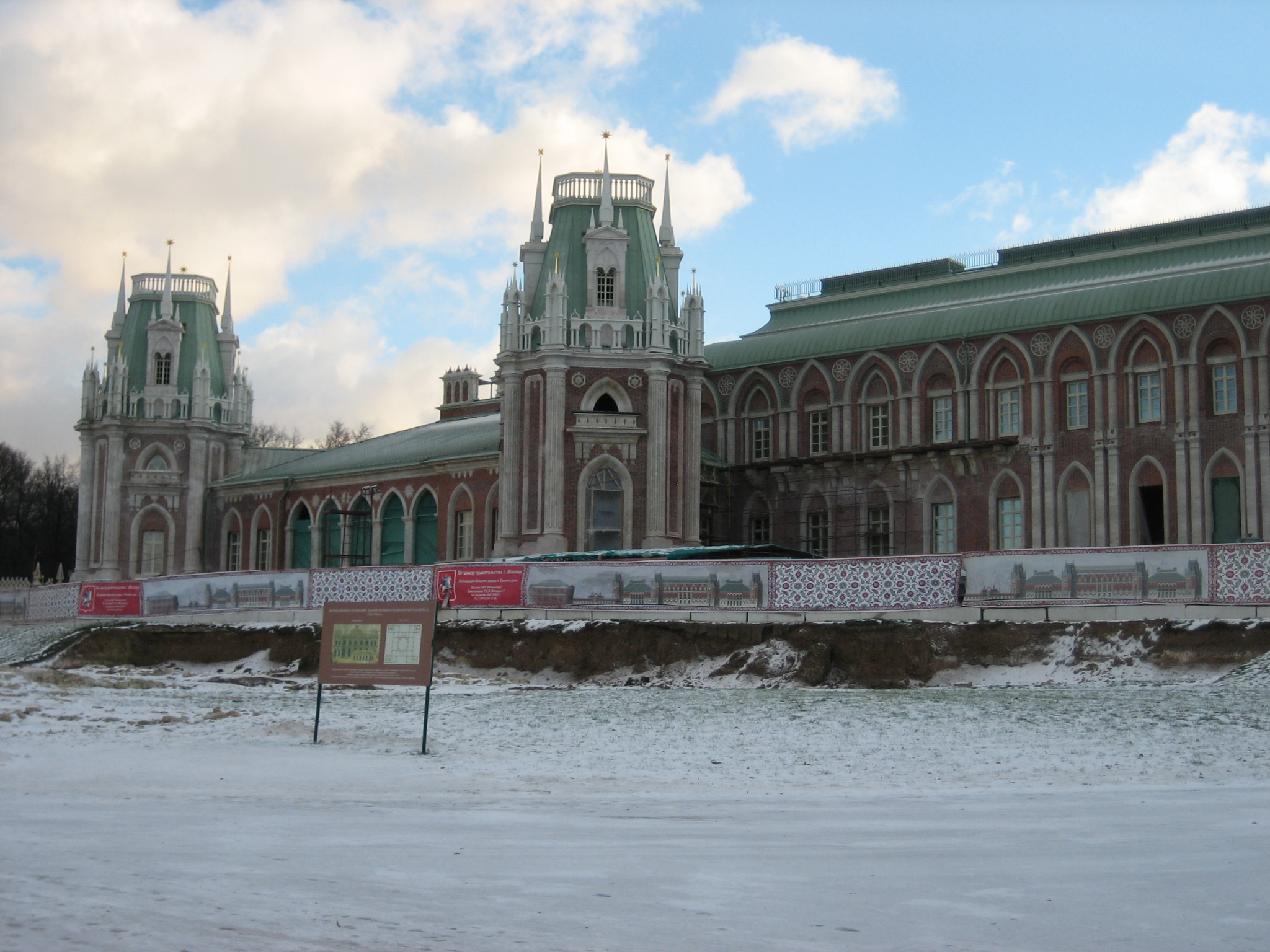
Палац в Царицино — взимку під час ремонту

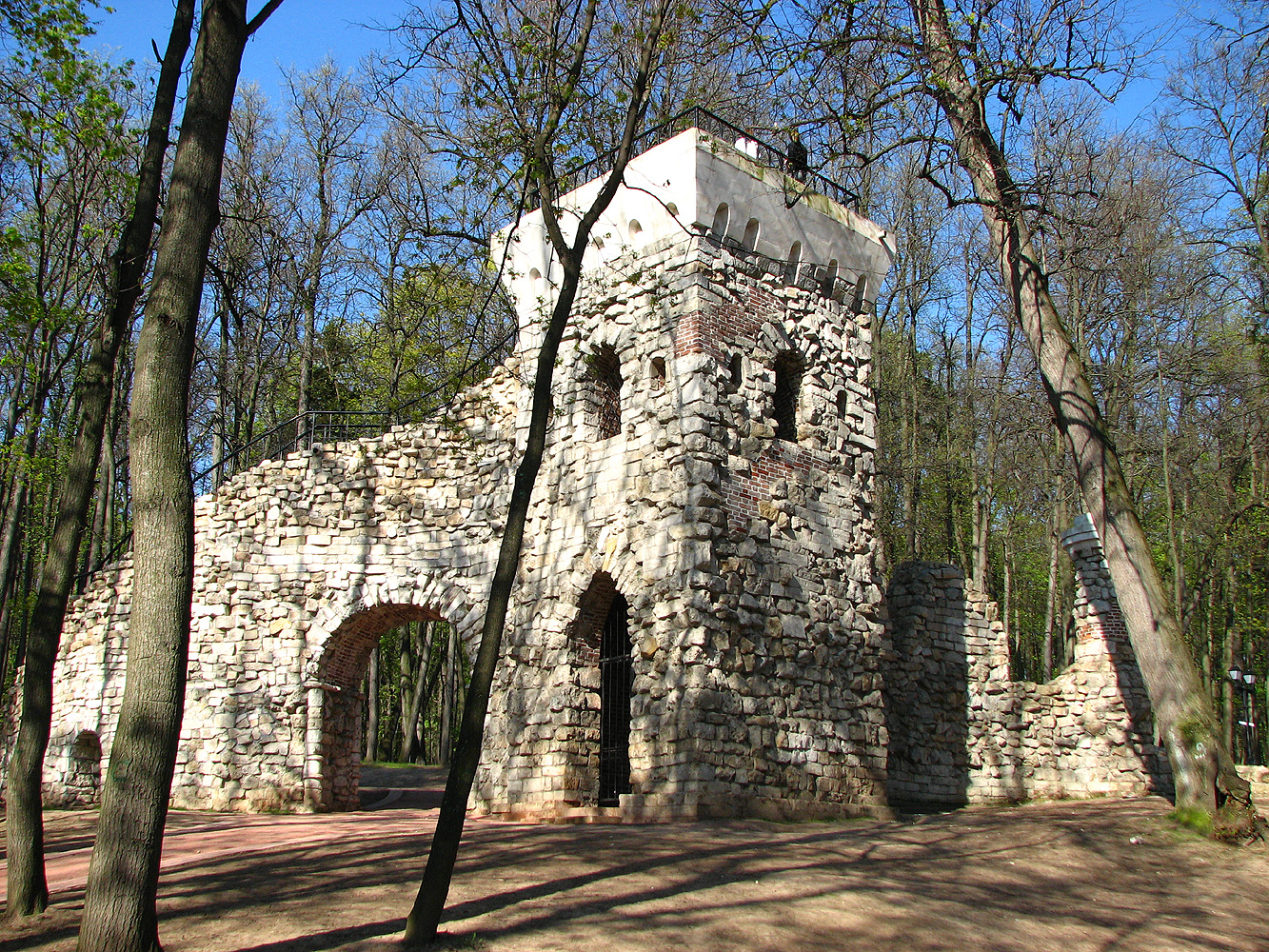
Вежа — руїна в парку

Про ансамбль згадали у постсовєцьку добу. Романтичні руїни вирішили відновити, аби Москва мала музей, подібний до імператорського Ермітажу в північній столиці, якій повернули історичне ім'я — Санкт-Петербург.
Лише у 1993 р. музей перепрофілювали. Він отримав нову назву — Державний музей-заповідник «Царицино». Лише після цього його споруди внесли в « Перелік пам'яток історії і культури федерального значенния» РФ.
Відновлювально-ремонтні роботи в ансамблі проведені з порушенням багатьох світових настанов реставрації оригінальних пам'яток 18 століття, минулого взагалі. За Венеціанською хартією — при реставрації переважають консервація і збереження оригінальних частин споруд. При відновленні споруд бажане використання тих же матеріалів, що й в оригінальній споруді. Використання нових будівельних матеріалів припустиме при відокремленні їх від збережених оригінальних з фотофіксаціями і внеском в документи. Лише на останньому етапі — відновлення втрачених фрагментів при наявності архівних документів, проєктів, авторських креслень. Пристосування реставрованих приміщень під нові вимоги йде при максимальному збережені оригінальних частин, що не завдають шкоди реставрованим спорудам при новій експлуатації.
Палац Казакова відновили за проєктом, який не був здійснений історично. Цей варіант був відкинутий ще у 18 ст. При відновленні палацу використано сучасний пінобетон. Були розібрані оригінальні склепіння 18 ст. і переплановані приміщення заради створення нових залів на кшталт тронних залів петербурзьких імператорських палаців. Декор новостворених залів — це комбінація дешевих пластмас з коштовним мармуром, латунними деталями і світильниками «під давнину». Склепіння нових залів густо визолочені як на станціях московського метро сталінського періоду. Харчовий блок для відвідувачів новобуду — музею в історичних приміщеннях створений в популярному стилі з використанням сучасних фарб і будматеріалів. Будиночок управителя садибою, що не зберігся, відновлено з прозорого скла поряд з оригінальними спорудами як вхід до підземного вестибюля музею.
А також — нове адміністративне приміщення для музейних служб і кас, нові фонтани, яких ніколи не було, нові мости в парку, новий металевий монумент двом архітекторам ансамблю, нові квітники за сучасними планами, а не за планами 18 ст., нові кольорові покриття паркових стежок, яких не було історично, новий декор усіх залів, якого не було історично.

## Складові частини сучасного ансамблю
- садибна церква, яка повернута релігійній громаді і ремонтована.
- фігурний міст через рівчак
- хлібний буднок (кухонний корпус)
- декоративна арка-галерея
- гірка-піраміда
- напівциркульний (Малий) палац
- фундаменти колишнього Великого кавалерського палацу (консервація)
- оперний будинок (пристосування під концертну залу)
- виноградна брама
- оранжерейний міст і сучасні оранжереї
- вежа «Руїна»
- павільйон «Міловіда»
- павільйон «Нерастанкіно»
- арка-руїна
- альтанка «Церера»
- гротескові паркові містки з цегли
- скляний павільйон в підземний вестибюль музею
- кавалерські павільйони-корпуси (три — Перший, Другий, Третій)
- великий Царицинський палац (Казакова)

Паркові споруди і палац пристосовані під музей декоративно-ужиткового мистецтва (порцеляна закордонних і російських мануфактур, гобелени Франції, Фландрії, російських народних промислів, невелика кількість живопису минулих століть(імператорські портрети), історичні меблі). Парк використовується як звичний парк культури і відпочинку трудящих з цілодобовим режимом.

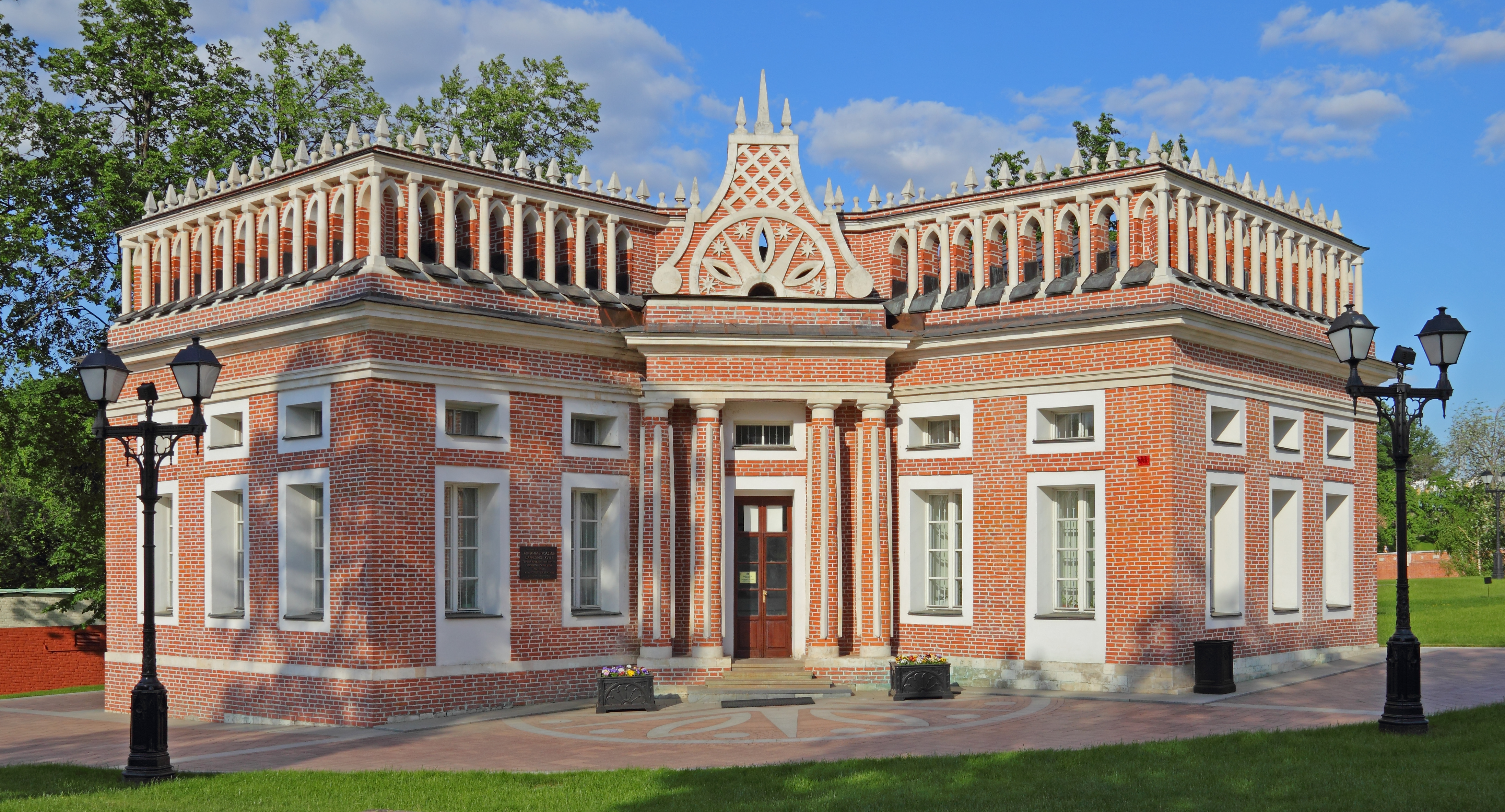
Перший Кавалерський корпус
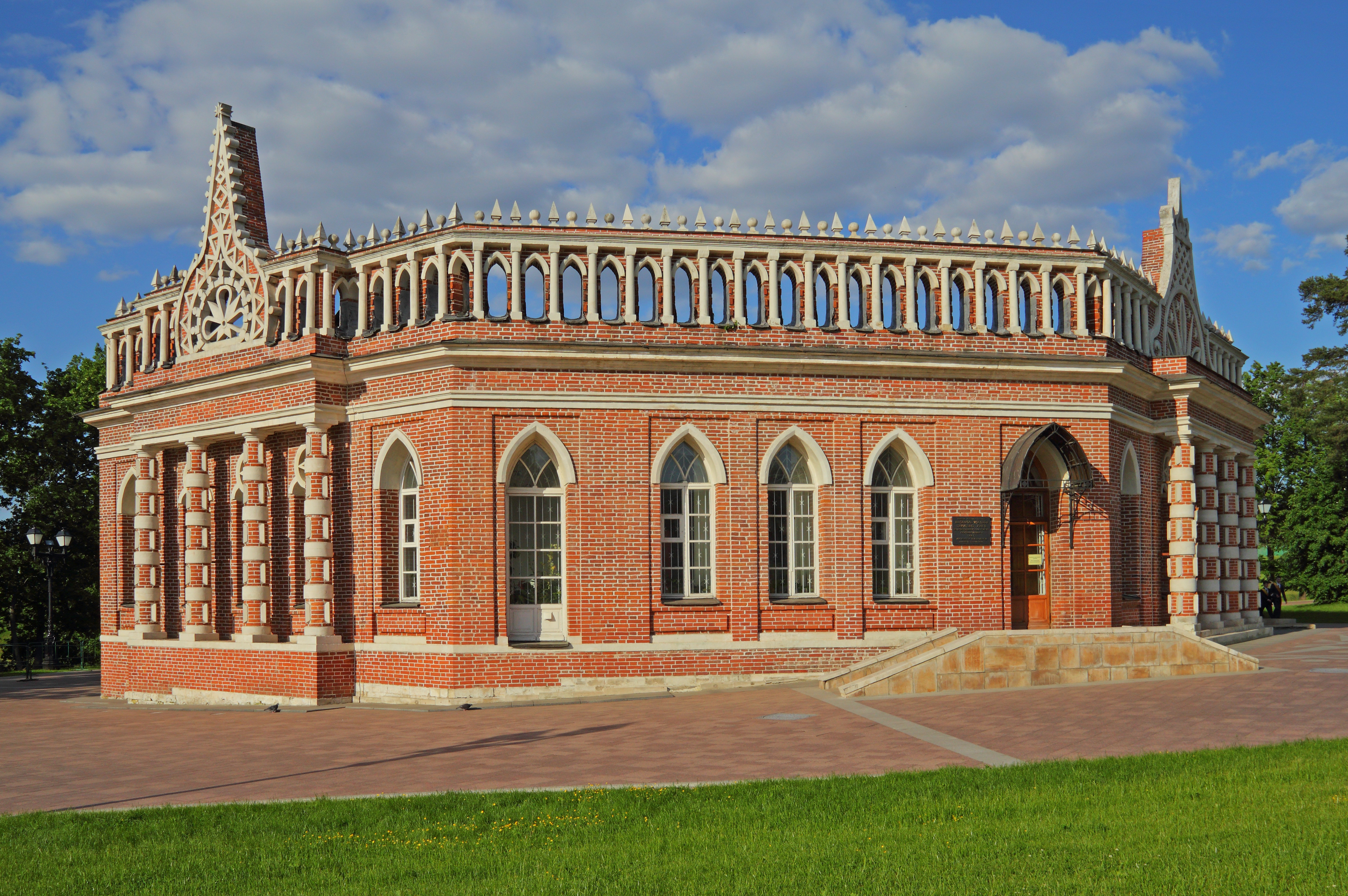
Другий Кавалерський корпус
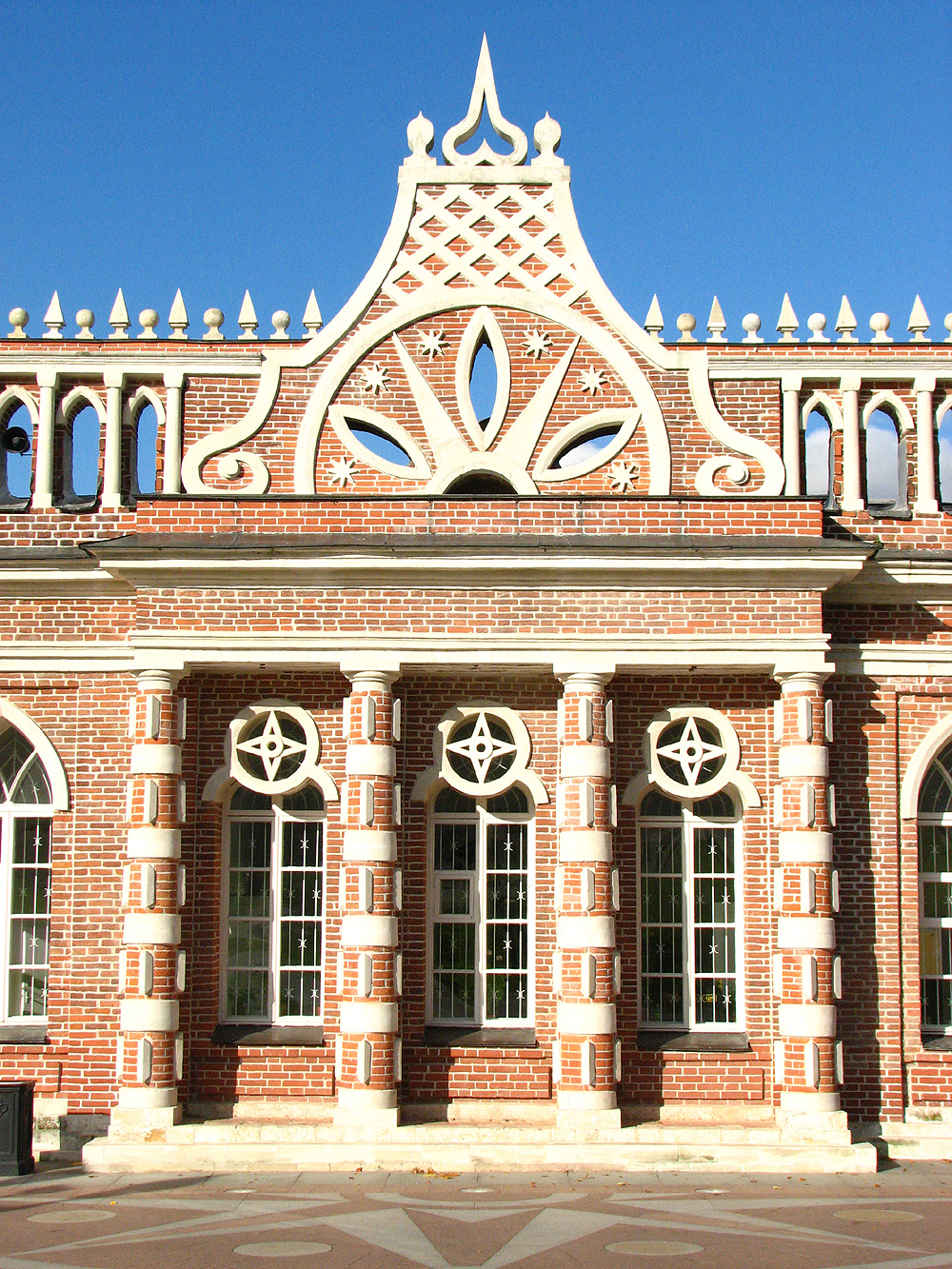
Портик Другого Кавалерського корпусу
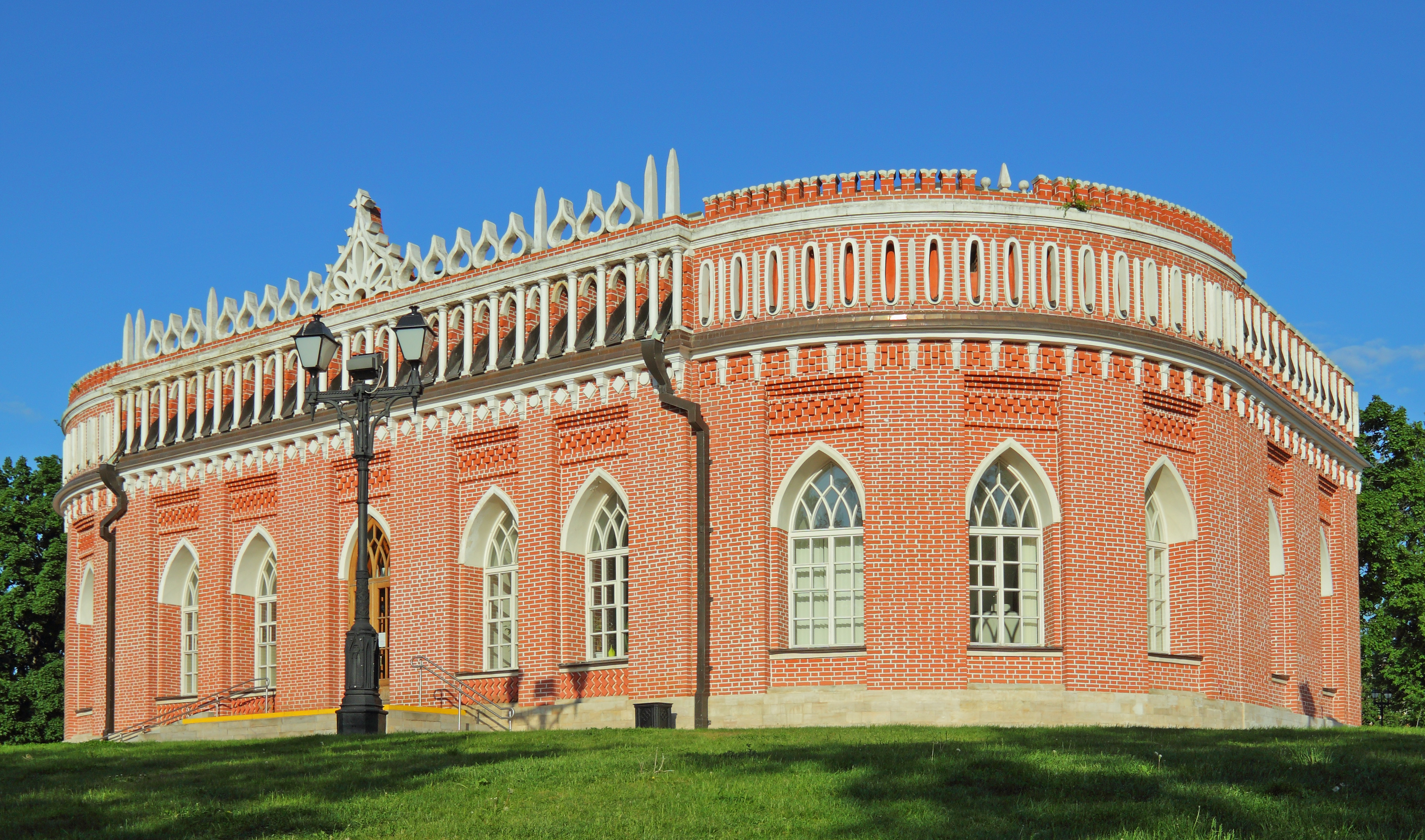
Третій Кавалерський корпус
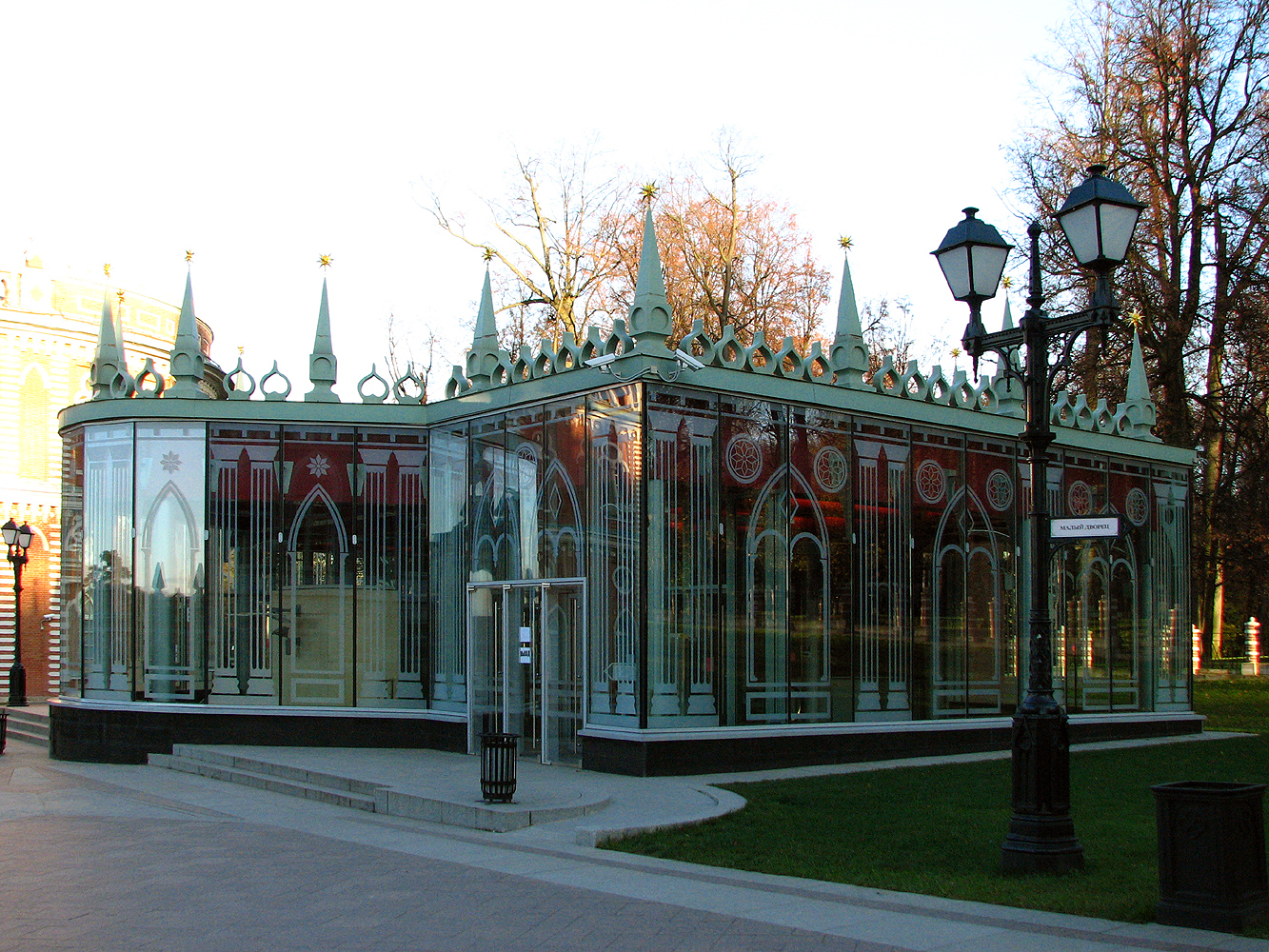
Скляний павільйон-новобуд
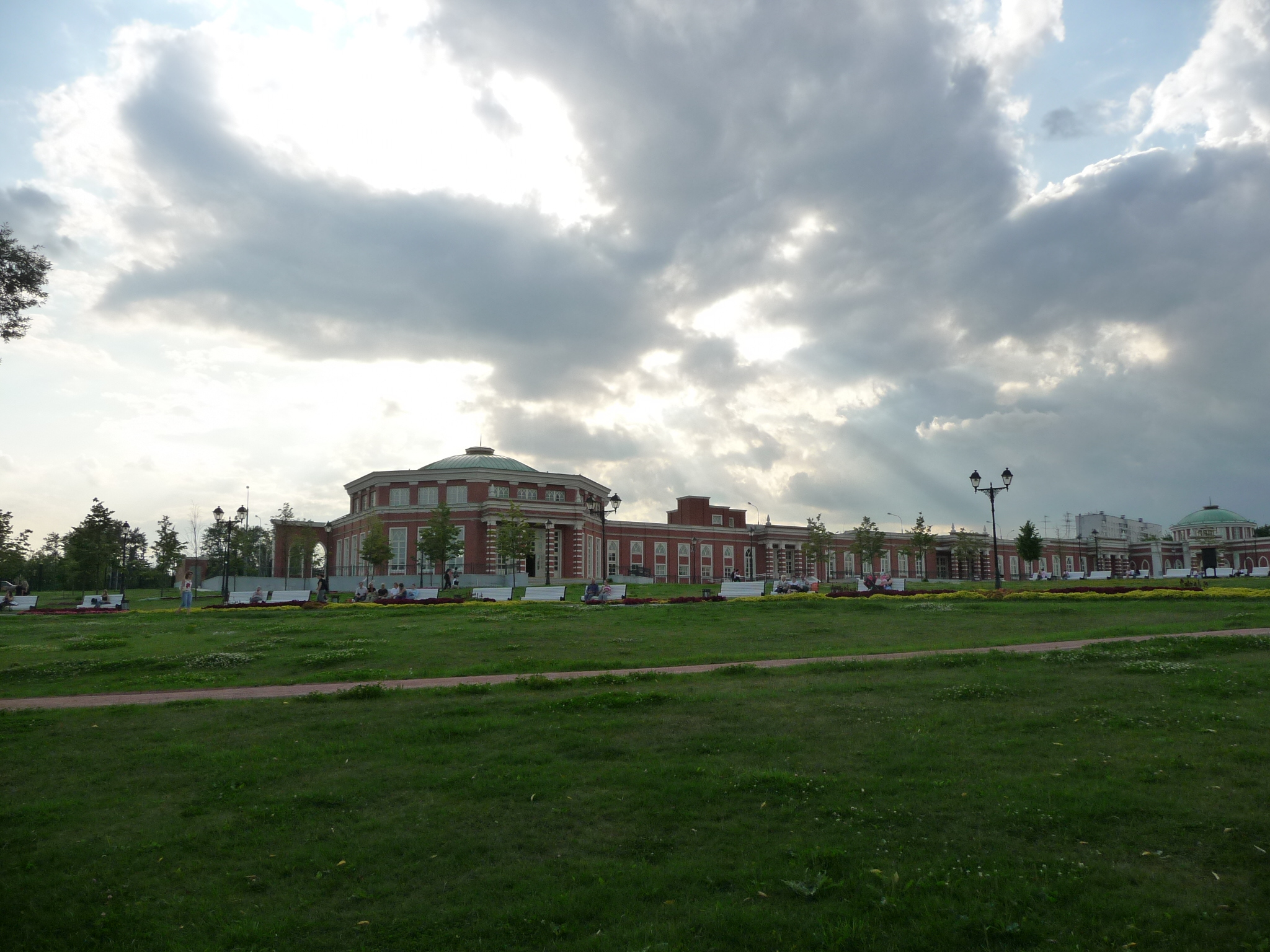
Нове адміністративне приміщення для музейних служб і кас

## Джерела

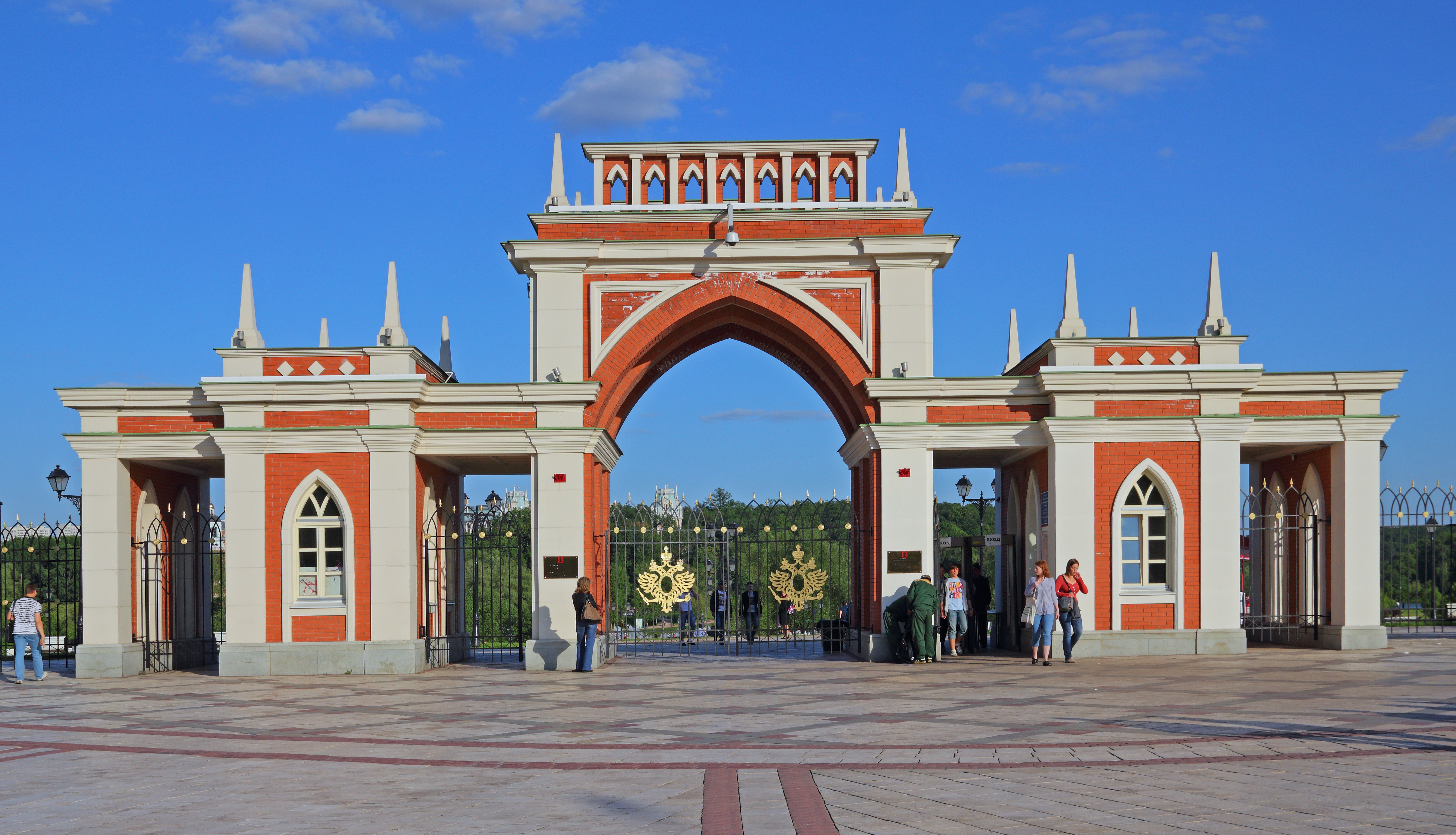
Сучасні стилізації під архітектуру 18 ст. (новороби)